# San Cesario sul Panaro
San Cesario sul Panaro là một đô thị ở tỉnh Modena thuộc vùng Emilia-Romagna, có vị trí cách khoảng 25 km về phía tây bắc của Bologna và khoảng 12 km southvề phía đông của Modena. Tại thời điểm ngày 31 tháng 12 năm 2004, đô thị này có dân số 5.608 người và diện tích 27,4 km².
Đô thị San Cesario sul Panaro có các frazioni (đơn đơn vị cấp dưới, chủ yếu là các làng) S. Anna, Altolà, và Ponte S. Ambrogio.
San Cesario sul Panaro giáp các đô thị: Bazzano, Castelfranco Emilia, Modena, Savignano sul Panaro, Spilamberto.